# リサ・アン
リサ・アン（Lisa Ann、1972年5月9日 - ）は、アメリカ合衆国のポルノ女優。

## 来歴
その職歴の始まりはカリフォルニア州のエロティックダンサーだった。1990年には自ら学費を稼いで、公認歯科助手になるための大学に入学した。1994年の7月にポルノ女優としてデビューしたが、エイズ禍により1997年に一旦引退。それから数年間にわたってストリップクラブのダンサーとして全国を巡業した。その後エージェントとしてセックス産業に戻り、更に女優としても復帰。
2008年10月2日、2008年アメリカ合衆国大統領選挙における共和党の副大統領候補者サラ・ペイリンをパロディ化したポルノビデオ『フーズ・ネイリン・ペイリン？アドベンチャーズ・オブ・ア・ホッケー・ミルフ』の主演が決まった。この映画はラリー・フリント・ハスラー・ビデオによって製作され、パロディ化された有名な女性政治家、例えばヒラリー・クリントンを演じるベテランポルノスターのニナ・ハートレーやコンドリーザ・ライスを演じるジェダ・ファイアとともに「セラ・ペイリン」としてセックス場面を演じた。この作品は選挙日の2008年11月4日に公開された。
2008年10月31日、ハスラーはガイ・ディシルヴァがパロディ化されたバラク・オバマを演じる、「セラ・ペイリン」冒険物語の後日談『オバマ・イズ・ネイリン・ペイリン』にリサ・アンが再度主演すると発表した。この場面は当初ハスラーのメンバーウェブサイトを通じて、あるいはブルーレイディスク版『フーズ・ネイリン・ペイリン？』のボーナス場面としてしか観る事ができなかったが、2008年末に独立したDVD版が発売された。
2009年3月、ハスラーはリサ・アンが再度「セラ・ペイリン」を演じる『フーズ・ネイリン・ペイリン？』の続編を制作すると公表した。リサ・アンはエミネムのシングルヒット「ウィ・メイド・ユー」のミュージック・ビデオにも「セラ・ペイリン」としてカメオ出演している。
同年には『ハング XXX』で監督してもデビュー、2013年には『ミルフ・レヴォリューション』を監督し、翌年のAVNアワードでは賞を受賞した。
2015年には自叙伝を出版。

## 受賞
- 2006年：XRCO Best Cumback[8]
- 2009年：AVN MILF/Cougar Performer of the Year[9]
- 2009年：AVN殿堂入り[9]
- 2011年：アーバンXアワード殿堂入り[10]